# Бубенщиков, Игорь Николаевич
Игорь Николаевич Бубенщиков (12 января 1960, Свердловск — неизвестно) — советский и белорусский хоккеист, нападающий. Мастер спорта СССР.

## Биография
Воспитанник свердловской «Юности», тренер Леонид Грязнов. Начинал играть в свердловском «Автомобилисте» в сезоне 1978/79 высшей лиги. По итогам следующего сезона вылетел с командой в первую лигу. В 1981 году перешёл в другую команду первой лиги «Динамо» Минск. Сезон 1985/86 отыграл в высшей лиге за «Сокол» Киев. Вернувшись в Минск, по итогам сезона 1987/88 с командой вышел в высшую лигу. Сезон 1990/91 провёл в чехословацком «Банике» Соколов. Отыграв один сезон в «Динамо», вернулся в «Баник», где провёл пять сезонов, выступая во второй чешской лиге.
Чемпион мира среди молодёжных команд 1980.
Был талантлив, но не раскрылся из-за проблем с нарушениями режима. После окончания карьеры игрока работал в Соколове, совмещал хоккей с автомобильным бизнесом. Скоропостижно скончался из-за проблем со здоровьем (между 2003 и 2014 годами).
Сын Илья (род. 1980) также играл в хоккей.